# Oskol (rivier)
De Oskol (Russisch: Оскол) of Oskil (Oekraïens: Оскiл) is een zuidelijk stromende rivier in Rusland en Oekraïne. De rivier ontspringt op het Centraal-Russisch Plateau, ongeveer tussen Koersk en Voronezj en stroomt naar het zuiden met monding in de Severski Donets-rivier, die verder naar het zuidoosten stroomt en dan in de Don uitmondt. De rivier is 472 km lang en heeft een afwateringsgebied van 14.800 km².
De rivier stroomt in Rusland door de oblasten Koersk en Belgorod, en door het oostelijke deel van de oblast Charkov in Oekraïne, waar hij samenvloeit met de Severski Donets. In 1958 werd het Oskil stuwmeer (Оскільське водосховище) aangelegd, als bescherming tegen overstromingen en voor de productie van elektriciteit. Tijdens de Russische invasie van Oekraïne in 2022 werd de brug van het stuwmeer verwoest.
Er liggen verschillende plaatsen langs de Oskil: Stary Oskol, Novy Oskol en Valoejki in Rusland, en Koepjansk, Koepjansk-Voezlovyi, Kivsharivka, Borova en Dvorichna in Oekraïne. 